# Jüdischer Friedhof (Nová Včelnice)
Koordinaten: 49° 14′ 23,3″ N, 15° 5′ 0,8″ O

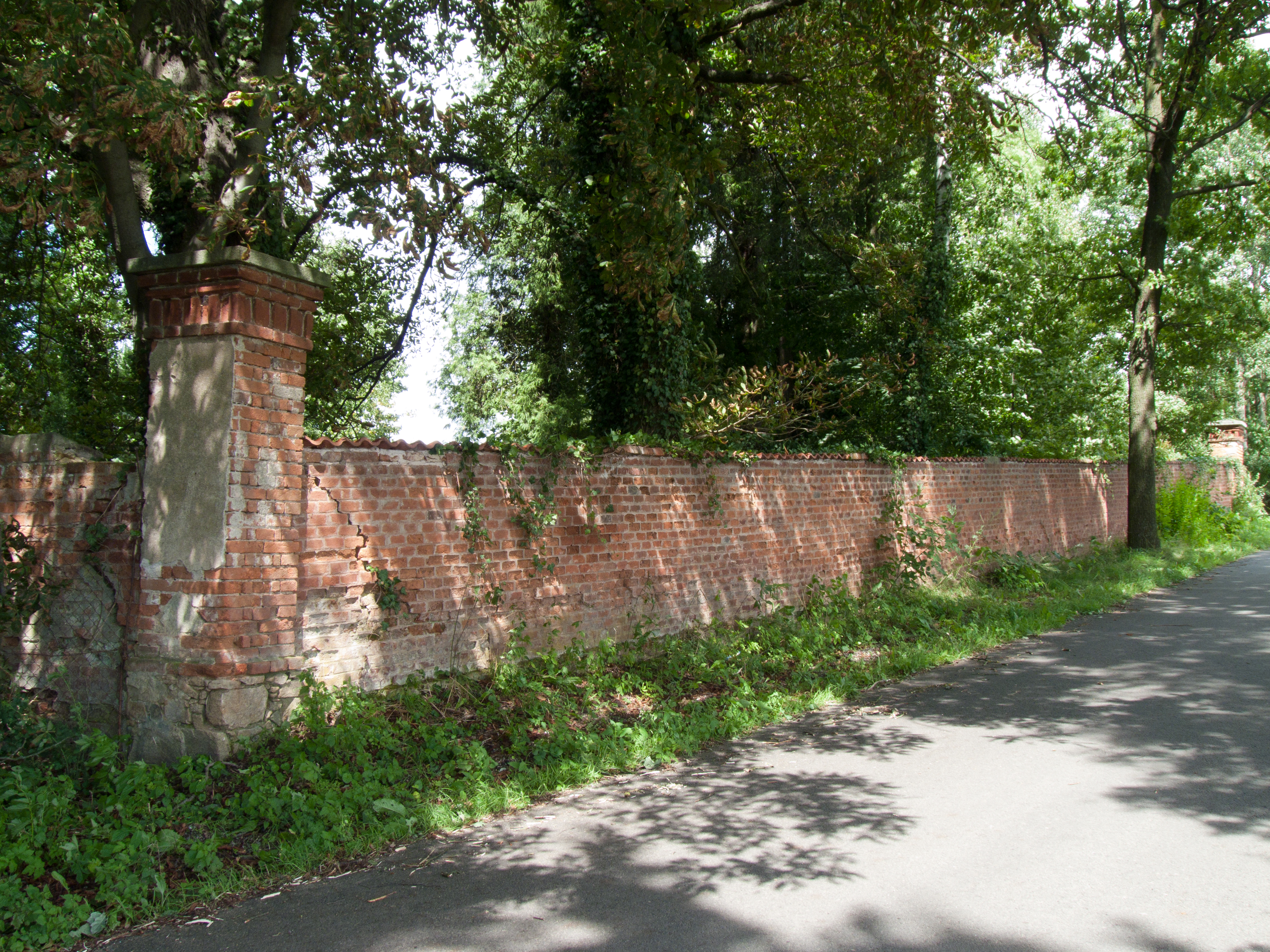
Einfriedung des jüdischen Friedhofs in Nová Včelnice

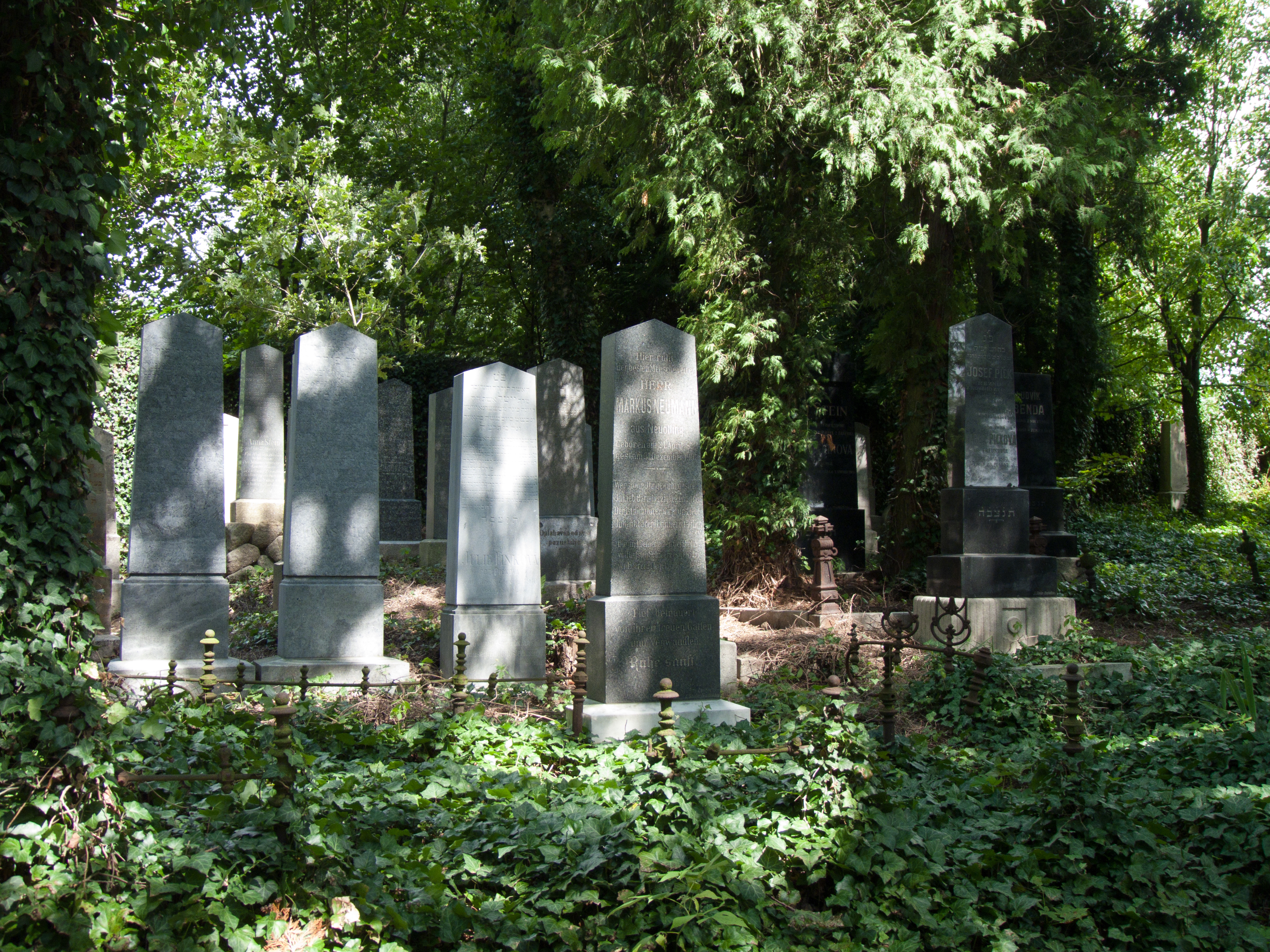
Grabsteine

Der Jüdische Friedhof in Nová Včelnice (deutsch Mirotitz), einer tschechischen Stadt im Okres Jindřichův Hradec der Südböhmischen Region, wurde um 1800 angelegt. Der jüdische Friedhof, westlich des Ortes an der Landstraße 1325, ist seit 1988 ein geschütztes Kulturdenkmal.
Auf dem circa 1600 Quadratmeter großen Friedhof sind noch mehr als 20 Grabsteine vorhanden.